# Antanifotsy (Antanifotsy)
Antanifotsy è una città e comune del Madagascar situata nel distretto di Antanifotsy, regione di Vakinankaratra. 
La popolazione del comune rilevata nel censimento 2001 era pari a 65 852 unità.